# Gare de Rouïba SNVI
Pour les articles homonymes, voir Bouira (homonymie).
La gare de Rouïba SNVI est une gare ferroviaire algérienne située sur le territoire de la commune de Rouïba, dans la wilaya d'Alger. C'est une gare de marchandises desservant le site de la Société nationale des véhicules industriels (SNVI).

## Situation ferroviaire
La gare est située à l'est de la ville de Rouïba, sur la ligne d'Alger à Skikda, où elle est précédée de la gare de Rouïba ZI et suivie de celle de Réghaïa ZI.
| \| Alger Rouïba · SNVI Aéroport · d'Alger Zéralda Birtouta Réghaïa \| Localisation de la gare de Rouïba SNVI dans la wilaya d'Alger. |
| Alger Rouïba · SNVI Aéroport · d'Alger Zéralda Birtouta Réghaïa                                                                      |

## Service
C'est une gare dédiée exclusivement aux trains de fret pour le transport des matières premières et des composants nécessaires à la production de l'usine de Rouïba de la Société nationale des véhicules industriels et le transport des véhicules produits.